# Lewizuch
Lewizuch (Laevisuchus indicus) – dwunożny, mięsożerny dinozaur z rodziny noazaurów (Noasauridae).
Znaczenie jego nazwy - smukły krokodyl
Żył w okresie późnej kredy (ok. 71-65 mln lat temu) na terenach subkontynentu indyjskiego. Długość ciała ok. 2 m, wysokość ok. 90 cm, masa ok. 30 kg. Jego szczątki znaleziono w Indiach (w stanie Madhya Pradesh).
Opisany na podstawie jednego kręgu, który wykazuje podobieństwa do kręgów kalamozaura. Jednocześnie Fernando Novas uznaje, że jest to kręg aristozucha.